# 紫蛙
紫蛙（學名：Nasikabatrachus sahyadrensis），亦稱西高止山鼻蛙，是紫蛙屬中被发现的第一種蛙，生活在印度西高止山脈地區。雖然紫蛙是在2003年10月正式描述的，但其蝌蚪在1918年就已發現、命名。這種蛙幾乎一年到頭都待在地底。

## 描述
2003年，該物種的正模標本由S·D·比朱（S.D. Biju）和布魯塞爾自由大學的佛郎機·博敘（Franky Bossuyt）發現於喀拉拉邦的伊都基縣。不過在此之前當地人就知道有這種生物的存在，且確實有出版過相關文獻、收藏有其標本。
紫蛙的身體肥壯，四肢以無尾目生物的典型方式張開。與其他的大多數蛙相比，紫蛙的頭部較小，鼻部較尖。成年體呈紫灰色，雄性的長度只有雌性的三分之一。其正模標本由鼻部至尾部的長度為7（2.8英寸），其幼年體在1917年由尼爾森·安南戴爾和C·R·那拉揚·拉奧描述，他們發現這種蝌蚪有用以在激流中固定身形的口吸盤。因為與紫蛙幼體一起生活的某些魚類也有同樣的吸盤，這種現象被認為屬於趋同演化。

## 分佈
早期科學家認為這種蛙只分佈於西高止山脈的巴爾卡德山口，後來有證據顯示在山口的北部也有紫蛙存在。實際上這種蛙已被認為廣泛分佈於西高止由南至北的各個地區。

## 生態
紫蛙常年生活在地底，只在雨季才會出現在地面活動約兩週。因此生物學家們也一直都沒有注意到牠們。繁殖季節主要在雨季來臨之前的五月，雄性的其洞穴中鳴叫求偶，雌性到來之後與之抱合。牠們會將卵產在溪流裡的岩石縫隙中，一次的產卵量為3000枚左右。蝌蚪在100天後變成蛙。
雖然也有一些別的蛙類會打地穴并在地下生活，但牠們大多數會在地表覓食。然而紫蛙連覓食都是在地底進行的，其食物主要是白蟻。

## 外部連結
- Edge of Existence page on Nasikabatrachus sahyadrensis
- Continental drift and the Sooglossidae
- AmphibiaWeb page on Nasikabatrachus sahyadrensis （页面存档备份，存于）